# Piedade do Ouro

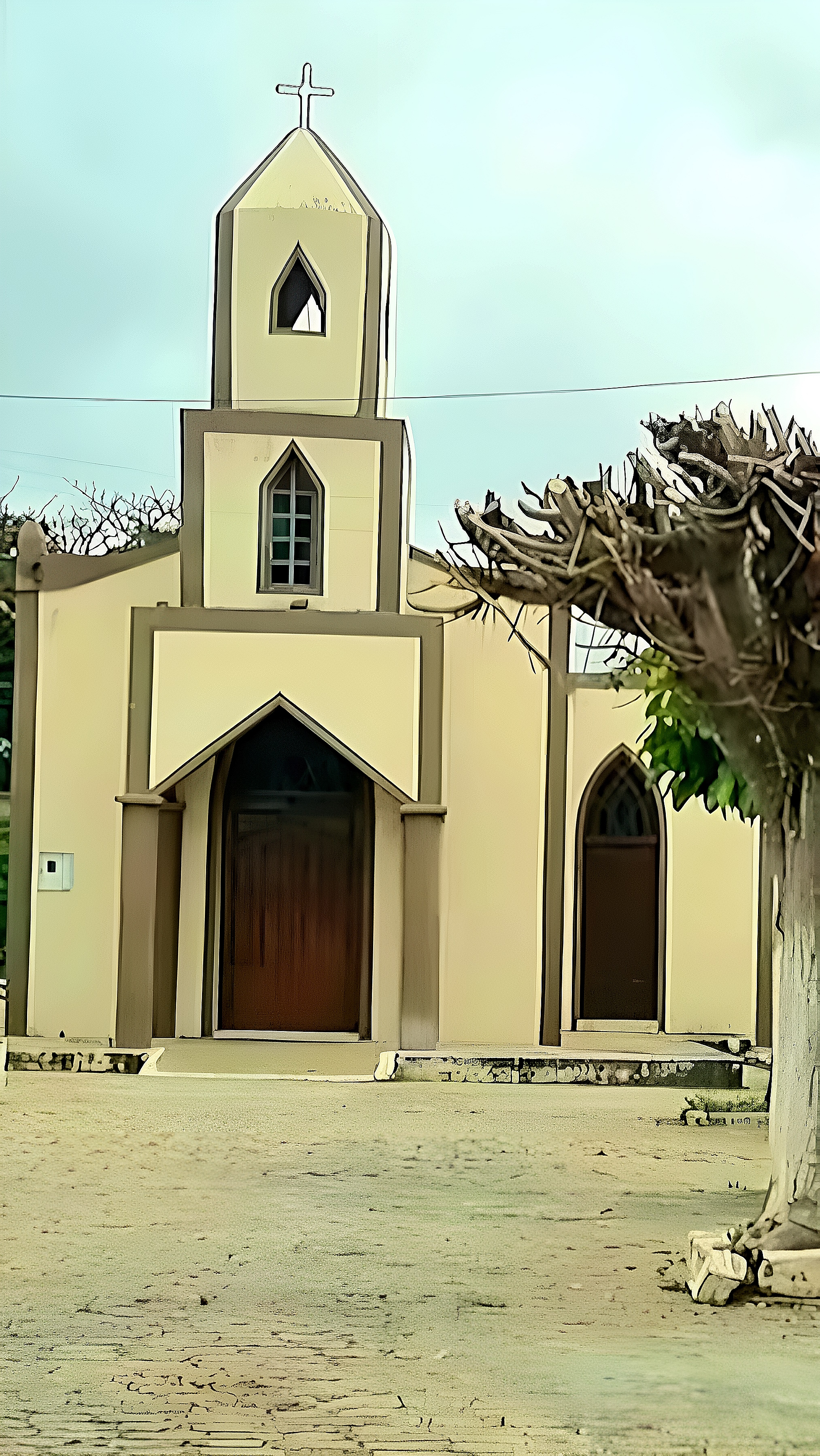
Kirche der Schmerzensmutter

Piedade do Ouro oder Piedade, offiziell Bezirk Piedade do Ouro (port: Distrito de Piedade do Ouro), ist eine Siedlung (povoado) und Region im nordwestlichen Teil der Gemeinde Itapetim im Bundesstaat Pernambuco, Brasilien.
Der Name „Piedade do Ouro“ bedeutet wörtlich „Pietà des Goldes“ und bezieht sich sowohl auf die Schutzpatronin der Region, Nossa Senhora da Piedade (Schmerzensmutter), als auch auf die Goldentdeckung in der Gegend Mitte des 20. Jahrhunderts.

## Geografie und Lage
Piedade do Ouro liegt im Tal von Pajeú, im nordwestlichen Teil von Itapetim, nahe der Grenze zum Bundesstaat Paraíba. Das Gebiet ist von einem trockenen, semiariden Klima geprägt und weist die für diese Region typische Vegetation der Caatinga auf. Die Siedlung befindet sich etwa 2,6 km östlich der PE-275 und ist über die asphaltierte Straße José Soares da Silva mit ihr verbunden, die 2022 eröffnet wurde.

## Geschichte
Die ersten Hinweise auf eine Siedlung in dieser Region stammen aus dem 18. Jahrhundert, als das Gebiet von den Babicos, einem indigenen Stamm, bewohnt wurde. Ein bedeutender Wendepunkt in der Geschichte der Region war die Goldentdeckung in den 1940er Jahren im Gebiet von Sertãozinho. Zunächst wurde angenommen, dass die Goldmine die drittgrößte des Landes sein könnte, was zahlreiche Goldsucher aus verschiedenen Teilen Brasiliens anzog.
Mit der Zeit stellte sich jedoch heraus, dass der Abbau aufgrund des niedrigen Goldgehalts und der hohen Abbaukosten nicht rentabel war. Trotz wiederholter Versuche, den Abbau in den 1980er Jahren wiederaufzunehmen, wurde die Goldmine schließlich 1985 geschlossen.

## Bergbaugebiet
Die Region Piedade do Ouro umfasst mehrere Siedlungen, die historisch mit dem Goldabbau in Verbindung stehen, darunter Pimenteira do Ouro, Sertãozinho und Gurgueia. Besonders Pimenteira do Ouro war ein Zentrum intensiver Bergbauaktivitäten.
In den 1980er und 1990er Jahren wurde das sogenannte „Projekt Itapetim“ ins Leben gerufen, um die Goldvorkommen in der Region weiter zu erschließen.